# Il était une fois en Chine 6 : Dr Wong en Amérique
Série
Il était une fois en Chine 5 : Dr Wong et les pirates
Pour plus de détails, voir Fiche technique et Distribution.
Il était une fois en Chine 6 : Dr Wong en Amérique (黃飛鴻之西域雄獅, Wong Fei Hung: Chi sai wik hung see) est un film hongkongais réalisé par Sammo Hung, sorti en 1997.

## Synopsis
Wong Fei-hung, se rend en Amérique avec Yee et "Pied bot" pour voir une succursale de sa clinique. Durant le trajet, ils sont attaqués par des indiens. Le docteur Wong est séparé de ses amis et devient amnésique.

## Fiche technique
- Titre : Il était une fois en Chine 6 : Dr Wong en Amérique
- Titre original : 黃飛鴻之西域雄獅 (Wong Fei Hung: Chi sai wik hung see)
- Titre anglais : Once Upon a Time in China and America
- Réalisation : Sammo Hung
- Scénario : Chuek-hon Szeto et Sharon Hui
- Musique : Lowell Lo
- Pays d'origine : Hong Kong
- Sociétés de production : China Star Entertainment, Win's Entertainment Ltd.
- Format : Couleurs - 2,35:1 - Dolby Digital - 35 mm
- Genre : Kung-fu, aventure, action, western
- Durée : 102 minutes
- Dates de sortie :

 Hong Kong : 1er février 1997
 France : 8 novembre 2000

## Distribution
- Jet Li (VF : Lionel Henry (acteur)) : Wong Fei-hung
- Rosamund Kwan (VF : Déborah Perret) : Tante Yee
- Xiong Xin-xin : Yen (Pied-bot)
- Chan Kwok-pong : Sol
- Jeff Wolfe (VF : Thierry Ragueneau) : Billy
- Joseph Sayah : chef des bandits
- Chrysta Bell : Sarah
- Kong Lung

## La saga
- Il était une fois en Chine, réalisé par Tsui Hark, sorti en 1991.
- Il était une fois en Chine 2 : La Secte du lotus blanc, réalisé par Tsui Hark, sorti en 1992.
- Il était une fois en Chine 3 : Le Tournoi du Lion, réalisé par Tsui Hark, sorti en 1993.
- (non officiel) Claws of Steel, réalisé par Wong Jing et Yuen Woo-ping, sorti en 1993.
- Il était une fois en Chine 4 : La Danse du dragon, réalisé par Yuen Bun, sorti en 1993.
- Il était une fois en Chine 5 : Dr Wong et les pirates, réalisé par Tsui Hark, sorti en 1994.
- Il était une fois en Chine 6 : Dr Wong en Amérique.